# Boeing EA-18G Growler

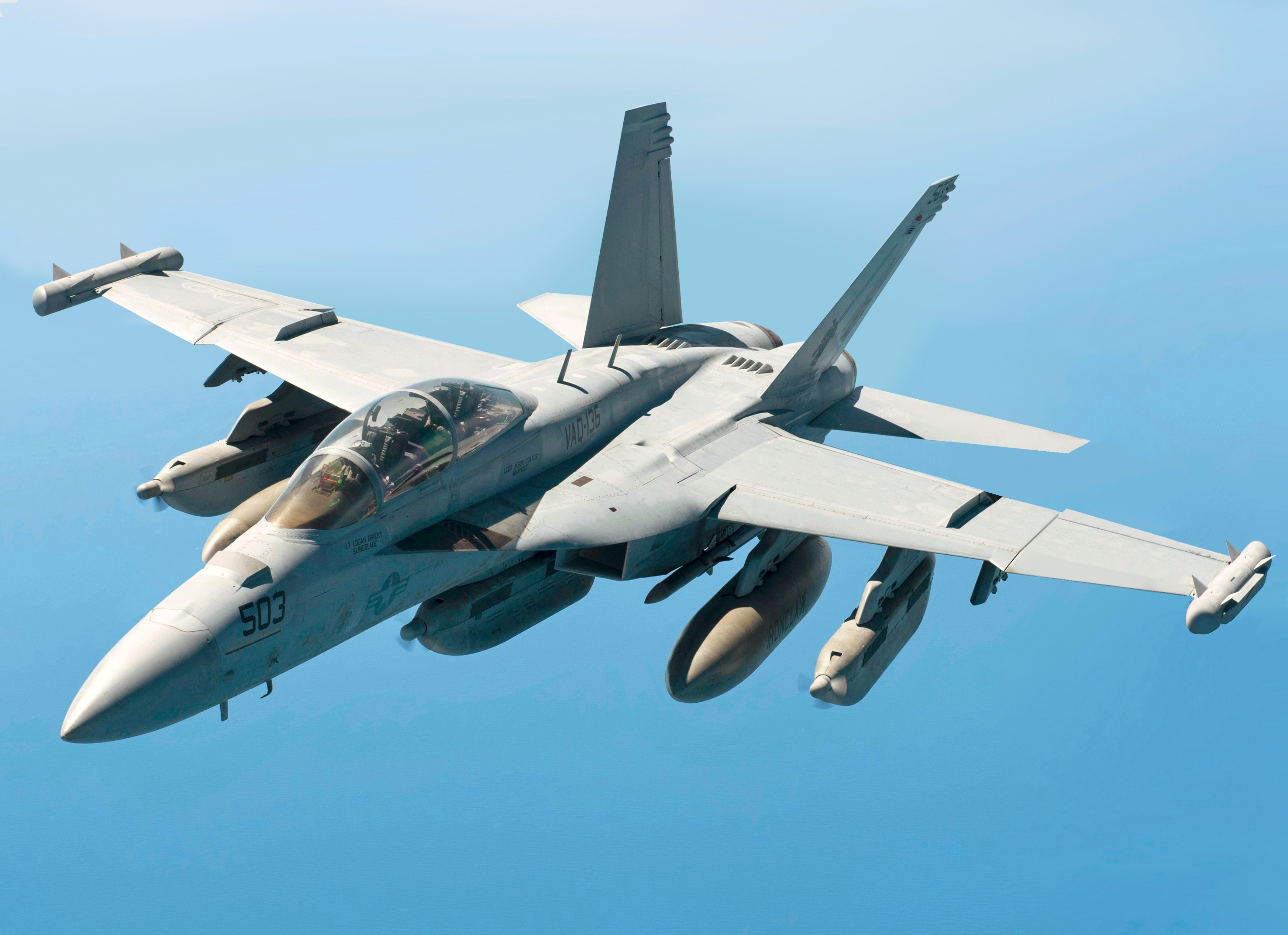
Um EA-18G americano.

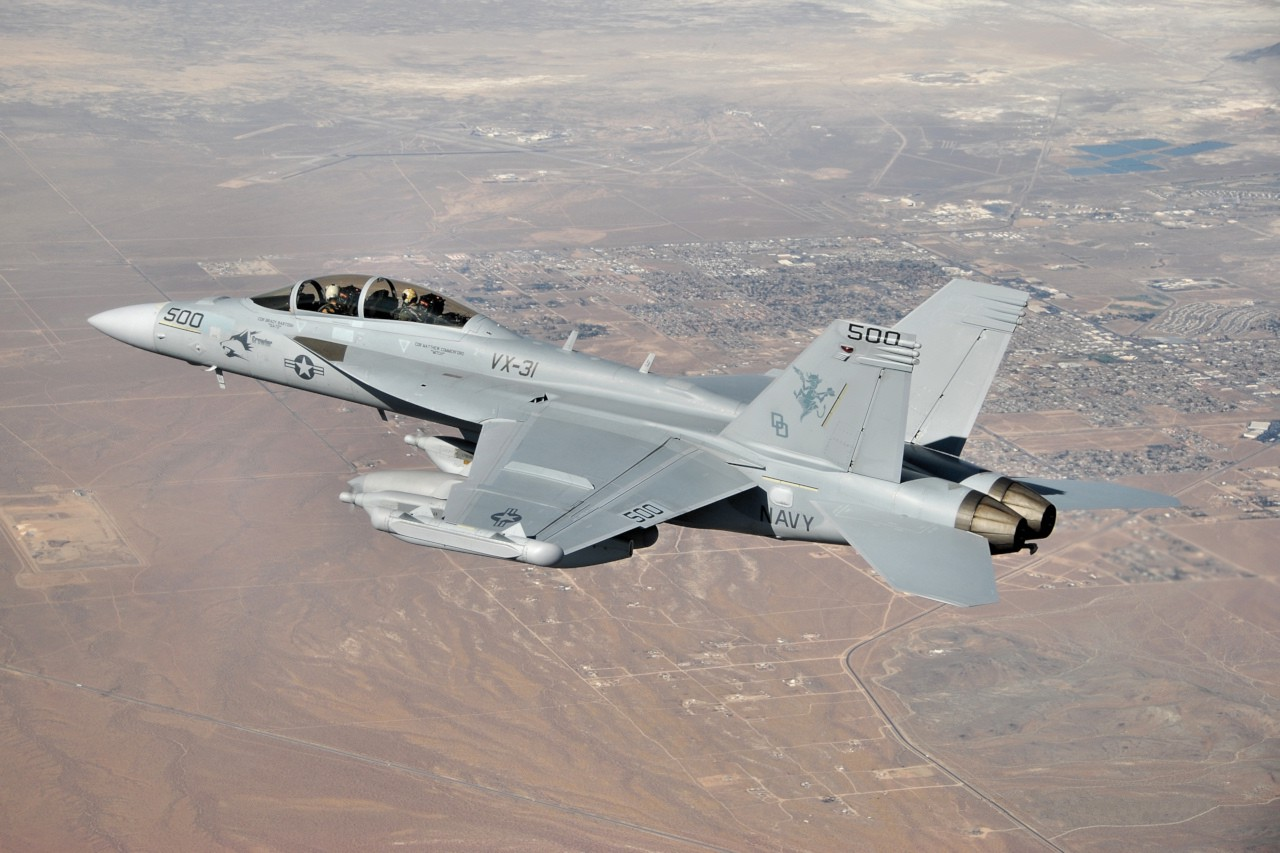
O EA-18G Growler.

O Boeing EA-18G Growler é um avião de combate feito primordialmente para guerra eletrônica. Ele foi desenvolvido pela empresa Boeing como uma variante do F/A-18F Super Hornet. O EA-18G está substituindo o Northrop Grumman EA-6B Prowler na Marinha dos Estados Unidos. Esta aeronave começou a ser produzido em 2007 e entrou no serviço ativo em 2009. Mais de 100 destes aviões já foram construídos.